# Rozvodna Kočín
Rozvodna Kočín (zkratkou KOC) se nachází na území obcí Dříteň a Temelín asi 8 km jihozápadně od Týna nad Vltavou, v okrese České Budějovice v Jihočeském kraji. Je jednou ze tří uzlových rozvoden v kraji. Provozuje se v napěťových hladinách 400 a 110 kV.

## Význam
Rozvodna Kočín patří k nejvýznamnějším rozvodnám v Jihočeském kraji. Je zde přiváděna elektřina z elektrárny Temelín a vodní elektrárny Hněvkovice. Část 400 kV provozuje ČEPS, a.s, část 110 kV provozuje EG.D.

## Historie
Rozvodna byla založena v roce 1994 v souvislosti s výstavbou Temelína a pro zlepšení dodávek elektřiny v Jihočeském kraji. Do rozvodny byla připojena smyčka z linky Chrást-Dasný. V roce 1996 bylo postaveno dvojité vedení do dvou pražských rozvoden v Řeporyjích a Chodově.
V letech 2019–2021 prošla rozvodna rozsáhlou rekonstrukcí, při které byla rozšířena a připravena na připojení nových bloků v Temelíně.

## Popis

### Napěťové hodnoty
Rozvodna je provozována v napěťových hodnotách 400 kV a 110 kV. Hladinou 400 kV jsou spojeny rozvodny Dasný, Přeštice, Řeporyje a Chodov. Na této hladině je také přiváděna elektřina z jaderné elektrárny Temelín. Hladinou 110 kV je spojena rozvodna Dasný. Na této hladině je přiváděna elektřina z vodní elektrárny Hněvkovice a z rozvodny vede záložní napájení pro jadernou elektrárnu Temelín.

### Transformátory
Transformace 400/110 kV je zajištěna jedním třífázovým transformátorem. Dále se v rozvodně nachází kompenzační tlumivka na 400 kV.

### Vedení
Do rozvodny jsou zaústěna následující vedení:

#### Vedení 400 kV – ZVN – zvláště vysoké napětí
- Dvojité vedení V432/V473 Kočín – Přeštice/Dasný
- Dvojité vedení V475/V476 Kočín – Řeporyje/Chodov
- Dvojité vedení V474/V1344/V1345 – Kočín–Dasný
- Jednoduché vedení V051 ETE I – Kočín
- Jednoduché vedení V052 ETE II – Kočín

##### Plánovaná vedení 400 kV
- Dvojité vedení V432/V429 Kočín – Přeštice
- Dvojité vedení V406/V407 Kočín – Mírovka
- Jednoduché vedení V053 ETE III – Kočín
- Jednoduché vedení V054 ETE IV – Kočín[3]

#### Vedení 110 kV – VVN – velmi vysoké napětí
- Dvojité vedení V1344/V1345/V474 Kočín – Dasný
- Dvojité vedení V1346/1347 EHNĚ – Kočín
- Jednoduché vedení V9001 Kočín – ETE I (záloha)
- Jednoduché vedení V9002 Kočín – ETE II (záloha)